# 九龍巴士219X線
九龍巴士219X線是香港九龍一條來往麗港城及尖沙咀的循環巴士路線（折返點設於尖東站），提供麗港城來往尖沙咀及佐敦的特快巴士服務。

## 歷史
- 1994年5月9日：本線投入服務，祇於平日早上由麗港城單向開出兩班往尖沙咀。
- 1994年12月12日：本線提升至每天全日服務，並改為循環線，回程途經彌敦道、加士居道、機場隧道及觀塘市中心。
- 1995年7月23日：改經觀塘繞道返回麗港城，不經觀塘市中心。
- 1997年5月12日：特別班次219P線開辦，取代原有14X（油塘至佐敦道碼頭）的服務。
- 1999年7月24日：為配合紅磡繞道通車，本線改經蕪湖街及紅磡繞道前往尖沙咀。
- 1999年10月17日：在香港理工大學學生及來往尖沙咀東部的市民不斷抨擊下，恢復行經漆咸道南[1][2]。
- 2009年2月2日：往尖沙咀方向加停觀塘偉樂街分站[3]。
- 2012年5月31日：219P線增設下午繁忙時間班次，由尖沙咀（香港科學館）往油塘[4]。
- 2013年10月12日：219P線取消，併入14X[5]。
- 2015年6月27日：增設到站時間預報。[6]
- 2017年7月1日：增設與九巴1、1A、2、6及7號線的八達通轉乘優惠。
- 2021年8月29日：與其他途經啟德隧道的九巴路線提供轉乘優惠。
- 2022年10月11日：往麗港城方向位於彌敦道之「半島酒店」站遷往「尖沙咀中間道」站。
- 2023年11月13日：新增特別班次，於星期一至五07:20、07:55及08:25由高嶺道開出。

## 服務時間及班次
| 麗港城開         | 麗港城開    | 麗港城開     |
| 日期             | 服務時間    | 班次（分鐘） |
| ---------------- | ----------- | ------------ |
| 星期一至五       | 06:45-07:45 | 20           |
| 星期一至五       | 07:45-09:00 | 15           |
| 星期一至五       | 09:00-16:00 | 20           |
| 星期一至五       | 16:00-17:45 | 15           |
| 星期一至五       | 17:45-19:15 | 18           |
| 星期一至五       | 19:15-20:15 | 20           |
| 星期一至五       | 20:15-21:00 | 15           |
| 星期一至五       | 21:00-23:00 | 20           |
| 星期一至五       | 23:00-00:00 | 30           |
| 星期六           | 06:45-08:50 | 25           |
| 星期六           | 08:50-09:30 | 20           |
| 星期六           | 09:30-13:00 | 15           |
| 星期六           | 13:00-17:20 | 20           |
| 星期六           | 17:20-18:50 | 15           |
| 星期六           | 18:50-22:10 | 20           |
| 星期六           | 22:10-23:00 | 25           |
| 星期六           | 23:00-00:00 | 30           |
| 星期日及公眾假期 | 06:45-08:45 | 30           |
| 星期日及公眾假期 | 08:45-20:45 | 20           |
| 星期日及公眾假期 | 20:45-22:00 | 25           |
| 星期日及公眾假期 | 22:00-00:00 | 30           |

特別班次
- 高嶺道開
  - 星期一至五：07:20、07:55、08:25

星期六、日及公眾假期不設服務。

## 收費
全程：$8.3
| - 本線設有12歲以下小童及65歲或以上長者半價優惠。 - 65歲或以上香港居民使用「樂悠咭」，以及12歲以下合資格殘疾兒童使用「殘疾人士身份」個人八達通繳付車資，均可享有每程$2.0或半價（以較低者為準）的票價優惠；12至64歲合資格殘疾人士使用「殘疾人士身份」個人八達通（包括「樂悠咭」），以及60至64歲香港居民使用「樂悠咭」繳付車資，均可享有每程$2.0或全費（以較低者為準）的票價優惠。 - 65歲或以上長者如使用長者或一般個人八達通繳付車資，則只可享有半價優惠；12至64歲合資格殘疾人士如不使用「殘疾人士身份」個人八達通，以及60至64歲人士如不使用「樂悠咭」繳付車資，必須繳付全費。 - 乘客可以現金或八達通於上車時付款，不設找續。 - 每位成人乘客可免費攜帶最多兩名4歲以下而不佔座位的兒童乘客乘車，超額之4歲以下小童必須繳付小童車費乘車。 - 持有「九巴月票」之乘客在車票有效期內，每日可享最多10程任何九龍巴士及龍運巴士路線（包括本路線，以及聯營路線的九龍巴士／龍運巴士提供的班次；惟乘搭機場「A」及「NA」線則可享原價二七折優惠（不會計算每天10次合資格車程））；而B1線則每日可享最多各2程（不會計算每天10次合資格車程）。 - 九龍巴士、城巴、龍運巴士及陽光巴士全職員工及家屬（不包括外判職員）可免費乘搭本路線，惟必須拍職員或職員家屬八達通。 - 乘客亦可透過多元化電子支付系統（e度嘟）繳付車資，包括使用非接觸式VISA卡、JCB卡、萬事達卡、銀聯卡、美國運通、大來國際、Discover Card、Apple Pay、Google Pay、Samsung Pay、AlipayHK「易乘碼」、支付寶、WeChatHK／微信支付「搭車碼」、銀聯雲閃付「乘車碼」及BOC Pay「乘車碼」。乘客使用此付款方式，使用此支付方式的乘客可享有中途下車之分段收費，以及與其他九巴／龍運獨營路線或聯營線九巴／龍運班次之轉乘優惠，惟不適用於與非九巴／龍運路線之轉乘優惠，亦不能享有「公共交通費用補貼計劃」及「長者及合資格殘疾人士公共交通票價優惠計劃」。 |

## 使用車輛
現時用車包括2輛富豪B9TL 12米(AVBWU)、，3輛混合動力巴士(ATH)及1輛亞歷山大丹尼士Enviro 500 MMC 12米(E5T)雙層低地台空調巴士，均屬九龍灣車廠。
| 車隊編號 | 車牌   | 備註   |
| -------- | ------ | ------ |
| AVBWU28  | PJ8905 |        |
| AVBWU33  | PJ9763 |        |
| ATH1     | TA2344 | 樣版車 |
| ATH2     | TA2132 | 樣版車 |
| ATH3     | TB5034 | 樣版車 |
| E5T19    | TJ9504 |        |

## 行車路線

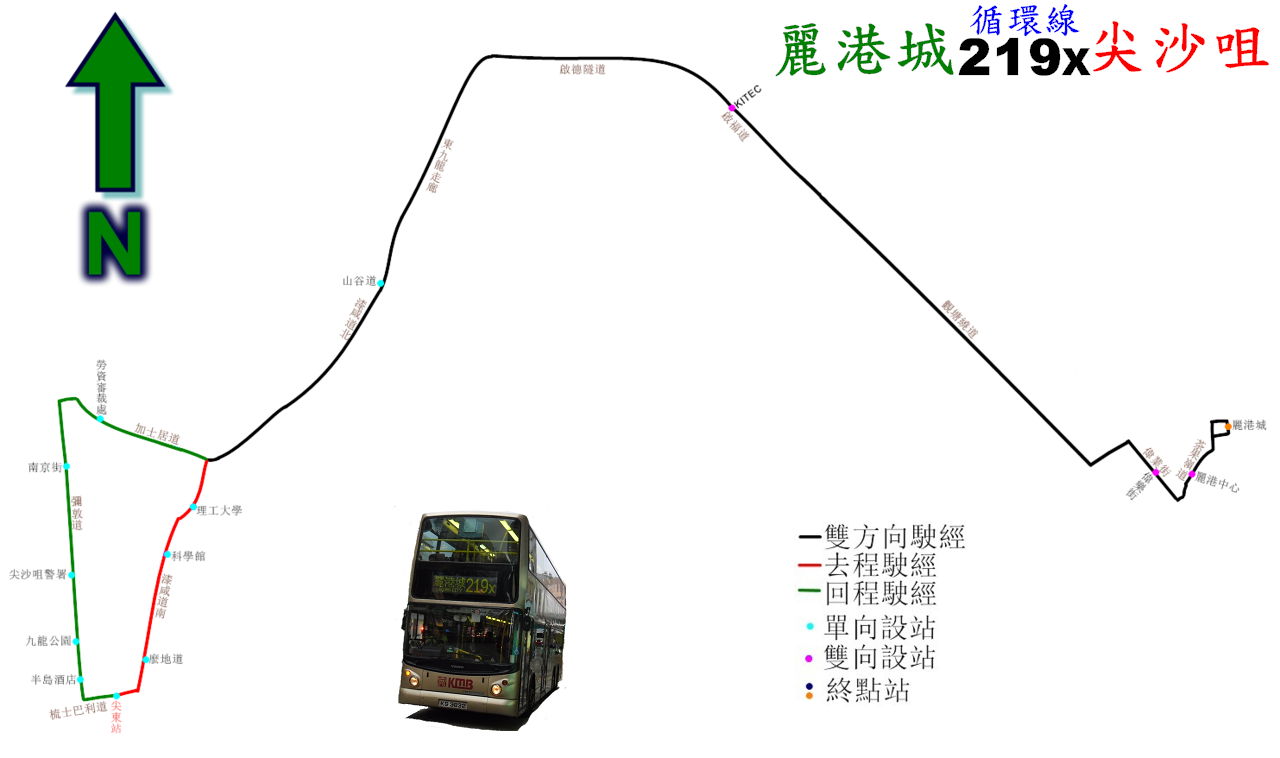
219X線的走線圖

經：高嶺道、茜發道、茶果嶺道、有康街、麗港城公共運輸交匯處、茶果嶺道、偉業街、觀塘繞道、啟福道、啟德隧道、東九龍走廊、漆咸道北、漆咸道南、梳士巴利道、彌敦道、加士居道、漆咸道南、漆咸道北、東九龍走廊、啟德隧道、啟福道、觀塘繞道、偉業街、茶果嶺道、有康街、麗港城公共運輸交匯處、茶果嶺道、茜發道及高嶺道。
特別班次加經粗體字之路段

### 沿線車站
| 麗港城開                       | 麗港城開                     | 麗港城開             | 麗港城開 | 麗港城開 | 麗港城開 |
| 序號                           | 車站名稱                     | 位置                 |          |          |          |
| ------------------------------ | ---------------------------- | -------------------- | -------- | -------- | -------- |
| #                              | 高嶺道（下）                 | 高嶺道               |          |          |          |
| #                              | 高嶺道（上）                 | 高嶺道               |          |          |          |
| 1                              | 麗港城巴士總站               | 麗港城公共運輸交匯處 |          |          |          |
| 2                              | 麗港中心                     | 茶果嶺道             |          |          |          |
| 3                              | 偉樂街                       | 偉業街               |          |          |          |
| 觀塘繞道                       |                              |                      |          |          |          |
| 4                              | 啟德隧道轉車站－啟福道（L1） | 啟福道               |          |          |          |
| 啟德隧道、東九龍走廊、漆咸道北 |                              |                      |          |          |          |
| 5                              | 香港理工大學                 | 漆咸道南             |          |          |          |
| 6                              | 香港科學館                   | 漆咸道南             |          |          |          |
| 7                              | 麼地道                       | 漆咸道南             |          |          |          |
| 8                              | 尖東站                       | 梳士巴利道           |          |          |          |
| 9                              | 尖沙咀轉車站－中間道（N2）   | 彌敦道               |          |          |          |
| 10                             | 九龍公園（N7）               | 彌敦道               |          |          |          |
| 11                             | 尖沙咀警署（N14）            | 彌敦道               |          |          |          |
| 12                             | 南京街（N24）                | 彌敦道               |          |          |          |
| 13                             | 勞資審裁處                   | 加士居道             |          |          |          |
| 14                             | 山谷道                       | 漆咸道北             |          |          |          |
| 東九龍走廊、啟德隧道           |                              |                      |          |          |          |
| 15                             | 啟德隧道轉車站－啟福道（K1） | 啟福道               |          |          |          |
| 觀塘繞道                       |                              |                      |          |          |          |
| 16                             | 偉樂街                       | 偉業街               |          |          |          |
| 17                             | 麗港中心                     | 茶果嶺道             |          |          |          |
| 18                             | 麗港城商場                   | 茶果嶺道             |          |          |          |
| 19                             | 麗港城巴士總站               | 麗港城公共運輸交匯處 |          |          |          |
| #                              | 高嶺道（下）                 | 高嶺道               |          |          |          |
| #                              | 高嶺道（上）                 | 高嶺道               |          |          |          |

有 # 號之車站只限高嶺道特別班次停靠。

## 使用狀況
本路線提供麗港城、九龍灣展貿中心往來尖東、尖沙咀、佐敦特快服務，由於走線直接，因此深受麗港城居民歡迎，繁忙時段客量甚高，但由於本線服務範圍狹窄，加上東九龍一段走線非繁忙時段需求不大，吉車遊街情況時常出現。